# Бичування
Бичування — обрядовий акт давніх поганських часів, що ніби служив для передачі «життєвої сили». Колись люди вірили, що кожна річ взагалі, а деякі особливо, насичені особливою силою, що її в різних народів називано різно — мана, оренда тощо. Завдання людини тої доби релігійного розвитку полягає головно в тому, щоб «зберігати по змозі власну життєву силу, вживаючи засобів проти впливу ворожої негативної сили» (а для цього служать так звані очисні, чи відвертальні обряди), або, щоб «підсилити власну життєву силу притоком інших сил», і для цього служать різні засоби биття («Перв Громадянство», Київ, 1928, І, 22).
Отже, коли у Вербницю (Вербну неділю) українці б'ють один одного свяченою вербою, примовляючи — «не я б'ю, верба б'є», то ми маємо в цьому звичаї саме приклад дуже давнього вірування в оздоровчу силу биття вербовою галузкою, що мала б збагатити життєву силу. Сама формула «не я б'ю, верба б'є» відбиває цілком явно спостереження, що оздоровлений удар в'яжеться не з особою того, хто б'є, а власне з тим знаряддям биття.
У звичаї биття по спині кожної худобини, яку виганяють весною вперше на пасовисько, галузкою верби, горобини чи якого іншого дерева, — у звичаї, що був поширений в Україні та в усій майже Європі, — вбачають очисний обряд, що з часом набрав значення чисто магічного акту. Тому-то, наприклад, в с. Озерянці в Галичині, казали: «Як виганяють на Юра вперше худобу на поле, треба виганяти шуткою (свяченою вербою), то худоба буде гладка, як базьки на шутці» (Наук. Зб., Київ, 1927, т. XXVI, 136).
У цій же Озерниці, за свідченням Ржегоржа, відбувався й інший обряд такого ж самого походження, хоча тлумачили його інакше: «Сівачів на Новий Рік часами б'ють по ногах прутиком, — то й худоба буде через увесь рік така весела й так вибрикуватиме, як сівачі.»
Але насправді цей обряд має очисне призначення, має на меті прогнати нечисті сили і стоїть у тісному зв'язку з болгарським звичаєм, в якому хлопці на Новий Рік б'ють господарів галузкою кізіля (Л. Каравелов «Пам'ятки народився вита болгір», І, 173).
Про очисне значення биття різкою чи галузкою писав свого часу Аничков, який відмітив, між іншим, що на Юрія, себто в пору загальної весняної чистки, болгарські дівчата гойдалися, відбуваючу чистку повітрям, хлопці хльоскали їх хворостиною. Коли ж гойдалися хлопці, хльоскали їх дівчата. (Аничков: «Весенняя обр. пєсня», 1903, І, 327—330).
У зв'язку з віруванням в очисну чи оздоровчу силу удару стоїть і давнє римське свято Люперкалій, в якому ченці Люперки били неплідних жінок по долоні ременем (фебруум). Це свято, після довгої безуспішної боротьби з ним Церкви, зніс у 496 р. папа Гервасій, заступивши його святом Очищення Марії 2 лютого, чи фебруарія, як тоді говорили («фебруаре» — по-латинському очищати).
Так само і в староримському культі богині Фавни неплідних жінок били міртовою галузкою. Під час одного свята Деметри, присутні били один одного паличками.
У середньовіччя давнє вірування в оздоровчу, чи очисну, силу биття прокинулося з незвичайною силою в секті бичувальників. Бичувальники вважали, що бичуванням вони покутували свої гріхи. Насправді ж, в основі бичування лежав давній магічний обряд, якого дійсне значення було призабулося, але яке все ж досить ясно проступає хоча, б і в такій цитаті з Бержьє: «Коло 1348 року, коли Чорна Смерть (чума) та інші нещастя пустошили Європу, в Німеччині прокинулася з новою силою пошесть бичування. Ті, кого вона захопила, формували великі походи, оббігали міста й селі і підмовляли всіх зустрічних бичуватися, даючи до того приклад. Вони казали, що бичування має таку саму силу, як хрещення й інші таїнства, і що бичуванням вони осягали відпущення гріхів без допомоги Христових заслуг вибавлення». (Рейнах: «Культи, міти і релігії», І, ст. 182—183).
Ясно, що то було тільки відродження стародавнього забобону, який християнська Церква не могла прийняти і бичувальників осудила.